# Водолеевы
Водолеевы — древний русский дворянский род.
Род внесён в родословную книгу Харьковской губернии.

## История рода
Софья Водолеева настоятельница Кашинского Сретенского монастыря (1557—1559).
Богдан Водолеев толмач в Берёзове (1610). Офросинья Водолеева с сыном Семёном владела поместьем в Нижегородском уезде (1613). Семён Водолеев владел поместьем в Царскосольском уезде (1646).
Вдова Якова — Мария владела населённым имением (1699).